# Etoud
Etoud est un village de la région du Centre du Cameroun. Il est localisé dans l'arrondissement (commune) d'Okola. On y accède par la piste rurale qui lie Leboudi II à Etoud et à Nkolkoumou.

## Population et société
En 1965, la population de Etoud était de 229 habitants. Etoud comptait 356 habitants lors du dernier recensement de 2005. La population est constituée pour l’essentiel du peuple Eton.